# Perilampus franzmanni
Perilampus franzmanni is een vliesvleugelig insect uit de familie Perilampidae. De wetenschappelijke naam is voor het eerst geldig gepubliceerd in 1983 door Galloway.